# Banda desenhada
"Banda desenhada" (abreviado como "BD"), "história aos quadradinhos" (português europeu) ou "história em quadrinhos" (abreviado como "HQ"), "quadrinhos", "gibi", "revistinha", "historieta", "arte sequencial", "narrativa gráfica" ou "narrativa figurada", (português brasileiro) é uma forma de arte que conjuga texto e imagens com o objetivo de narrar histórias dos mais variados gêneros e estilos, geralmente publicadas no formato de revistas, livros ou em tiras veiculadas dentro de revistas e jornais.

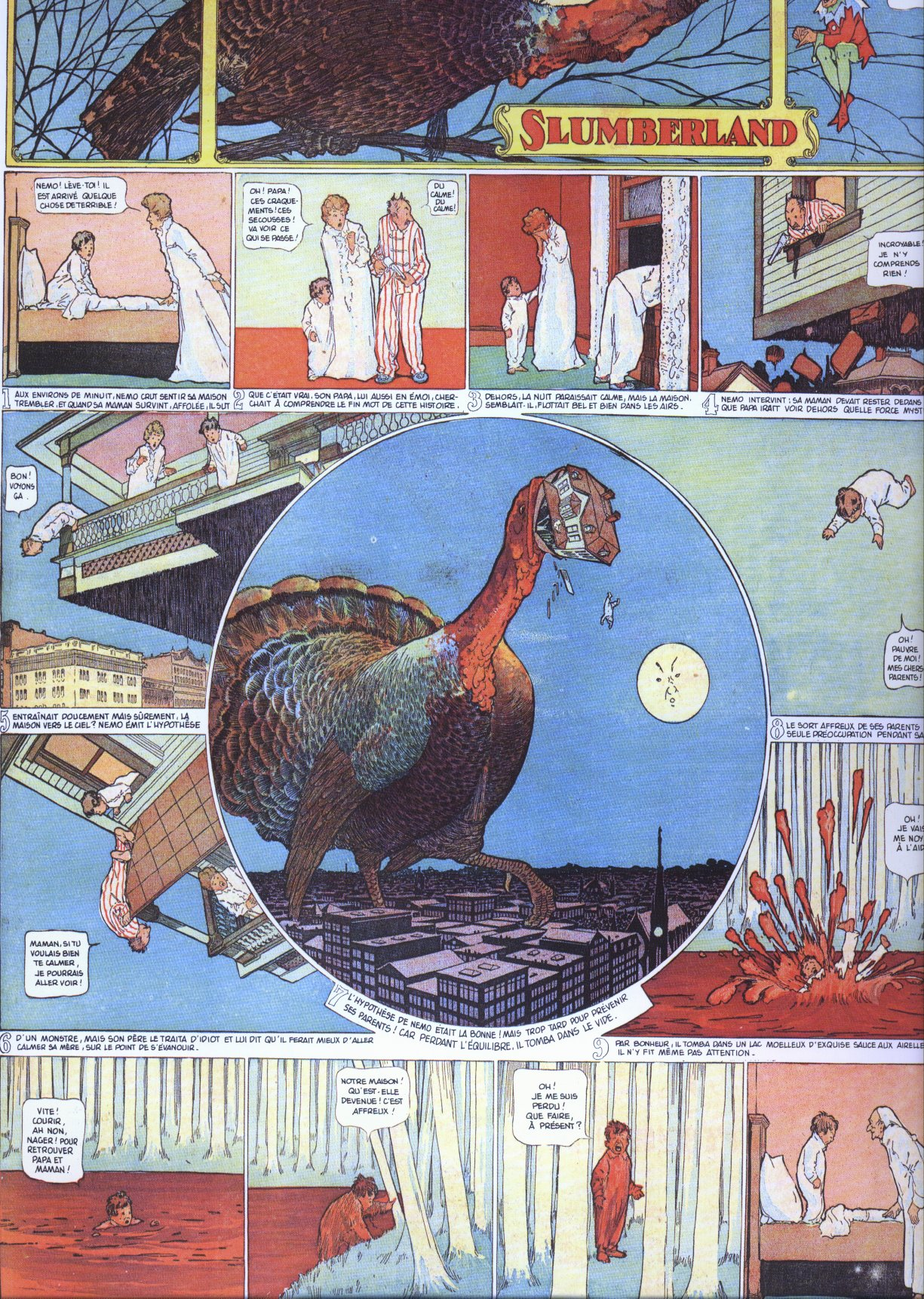
Little Nemo in Slumberland, de Winsor McCay

A banda desenhada é chamada de "nona arte", dando sequência à classificação de Ricciotto Canudo. O termo "arte sequencial" (em inglês: "sequential art"; lit. "arte sequencial") criado pelo desenhista Will Eisner com o fim de definir "o arranjo de fotos ou imagens e palavras para narrar uma história ou dramatizar uma ideia", é comumente utilizado para definir a linguagem usada nesta forma de representação. Hugo Pratt chamava de "literatura desenhada".
Nos Estados Unidos, onde é chamada de comics, a banda desenhada tornou-se popular no início do século XX, um desenvolvimento importante ocorreu nos anos de 1930 (a "Era de Ouro"), com o surgimento das banda desenhadas de super-heróis cuja ponte foi o personagem Superman lançado em 1938. Este também é o período entre guerras em que Hergé criou As Aventuras de Tintim, que se tornou um clássico do estilo da banda desenhada franco-belga conhecido como linha clara. No Japão, o mangá foi popularizado com Osamu Tezuka após a Segunda Guerra Mundial.
Alguns consideram storyboards como banda desenhada. Estúdios de cinema, especialmente de animação usam sequências de imagens como guias para as cenas. Estes storyboards não se destinam a ser um produto final e raramente são vistos pelo público. Muitos roteiristas usam a técnica para orientar os artistas na confecção das páginas. Alguns artistas de banda desenhada são contratos para produzir storyboards e artes conceituais para cinema e televisão.
A banda desenhada pode ser impressa ou digital (webcomics, BDtrônicas, e-zine, formatos digitais e similares) pode ser uma simples tira, uma página inteira, uma revista ou um livro (álbum, romance gráfico ou tankōbon).

## Terminologia

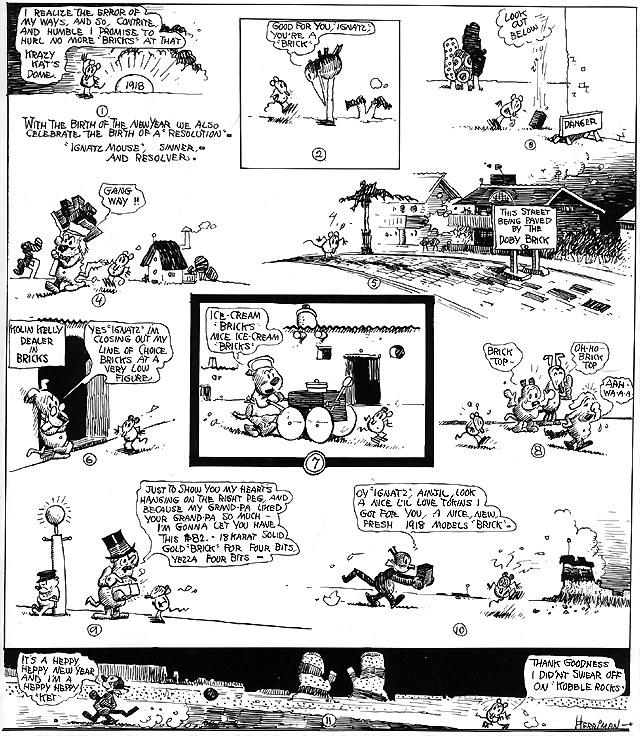
Krazy Kat de George Herriman.

Apesar de nunca terem sido oficialmente baptizados, a banda desenhada recebeu diferentes nomes de acordo com as circunstâncias específicas dos diversos países em que se estabeleceu. A banda desenhada é conhecida por em inglês: "comics", nos Estados Unidos; em inglês: "comic magazine", no Reino Unido; em italiano: "fumetti", na Itália; em castelhano: "tebeos", na Espanha; em castelhano: "historietas", na Argentina; em castelhano: "muñekitos", em Cuba; em castelhano: "cómicos", no México;c, em grego: κόμικς; romaniz.: kómiks, na Grécia; em polonês/polaco: "komiksy", na Polônia; em russo: ко́микс; romaniz.: "kómiks", na Rússia; em sérvio: стрип; romaniz.: "strip", na Sérvia; em neerlandês: "stripverhaal" ou "strip", na Holanda e na comunidade flamenga da Bélgica; em japonês: 漫画; romaniz.: "mangá", no Japão; em coreano: 만화; romaniz.: "manhwa", na Coreia do Sul; em chinês: 漫畫 (chinês tradicional); 漫画 (chinês simplificado); romaniz.: "mànhuà" (pinyin), na China; em malaio: "komiket", na Malásia e Indonésia; em tagalo: "komiks", nas Filipinas e por outras várias designações pelo mundo fora.
Nos EUA, convencionou-se chamar "comics" pois as primeiras manifestações do formato eram histórias humorísticas, "cómicas"; na França, eram publicadas em tiras — bandes — diariamente nos jornais e ficaram conhecidas por "bandes-dessinées"; em Portugal por "histórias aos quadradinhos" (HQ) e posteriormente, banda desenhada (uma tradução literal do francês); na Itália, ganharam o nome dos balõezinhos ou fumacinhas (fumetti), que indicam a fala das personagens; na Espanha, chamou-se de "tebeo", nome de uma revista infantil (TBO), da mesma forma que, no Brasil, chamou-se por muito tempo e continua a ser largamente usado de "gibi", também oriundo do nome de uma revista. Originalmente, a palavra gibi significava menino, mas mudou de sentido e passou a ser sinônimo de quadrinho.
Em Macau, região administrativa especial da República Popular da China, que chegou a ser administrada por Portugal, usa-se os termos "manhua" e "banda desenhada".
Tudo, no entanto, refere-se à mesma coisa: uma forma narrativa por meio de imagens fixas, ou seja, uma história narrada em sequência de pequenos quadros ou vinhetas. Nesse sentido, o nome utilizado no Brasil seria história em quadrinhos, semelhante à expressão que caiu em desuso em Portugal, "histórias aos quadradinhos".

## História

### Registos primitivos
Na banda desenhada é possível remontar aos tipos de registo pictórico utilizados pelo homem primitivo pré-histórico para representar, por meio de desenhos rupestres, as suas crenças e o mundo ao seu redor. Ao longo da história esse tipo de registo desenvolveu-se de várias formas, desde a escrita hieroglífica egípcia até às tapeçarias medievais, bem como aos códigos/histórias contidos numa única pintura. Por exemplo, a obra de Bosch, no Museu Nacional de Arte Antiga, em Portugal, As Tentações de Santo Antão, representam sequencialmente passos da vida do santo medieval.
Porém, a banda desenhada não se confina à obra original, sendo antes um produto que nasce da novidade que foi a Imprensa escrita e os livros impressos "editados" por Gutenberg. Assim, terá de ser impressa e distribuída por formatos como sejam a revista ou o álbum, fenómeno que tem a sua génese no decorrer do século XIX. Só assim é a arte que conhecemos. Qualquer analogia com aqueles exemplos históricos é apenas coincidência, pois a BD não é a única arte a contar uma história por método sequencial.
Advindo dessa sua ligação embrionária à Imprensa, a banda desenhada encontra seus precedentes nas sátiras políticas publicadas por jornais e revistas europeus e norte-americanos, que traziam caricaturas acompanhadas de comentários ou pequenos diálogos humorísticos entre as personagens retratados.
Mais tarde esse recurso daria origem aos "balões", recurso gráfico que indica ao leitor qual das personagens em cena está falando (donde o termo italiano "fumetti" - os balões lembram uma fumaça saindo da boca dos interlocutores).

### Origens históricas

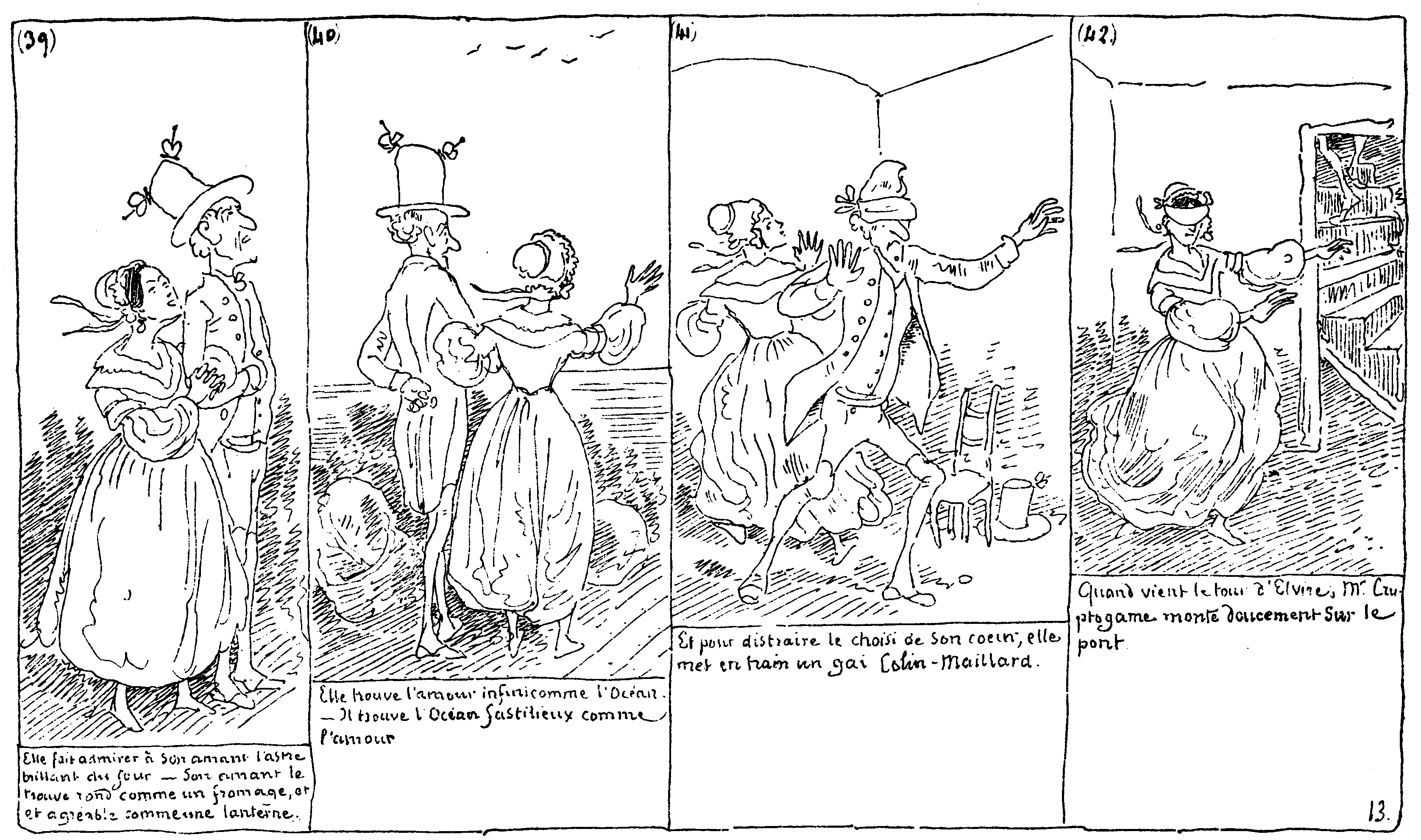
Uma página de Histoire de monsieur Cryptogame  de Rodolphe Töpffer, 1830
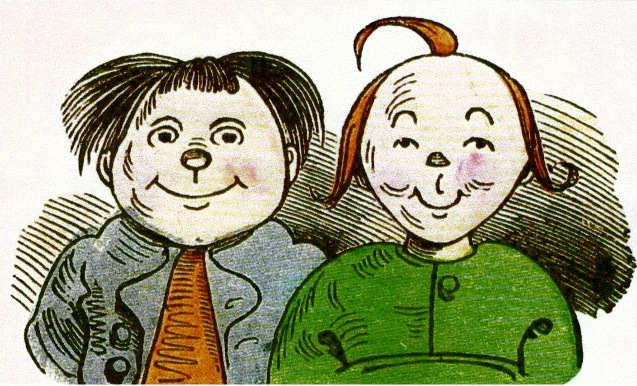
Max und Moritz de Wilhelm Busch
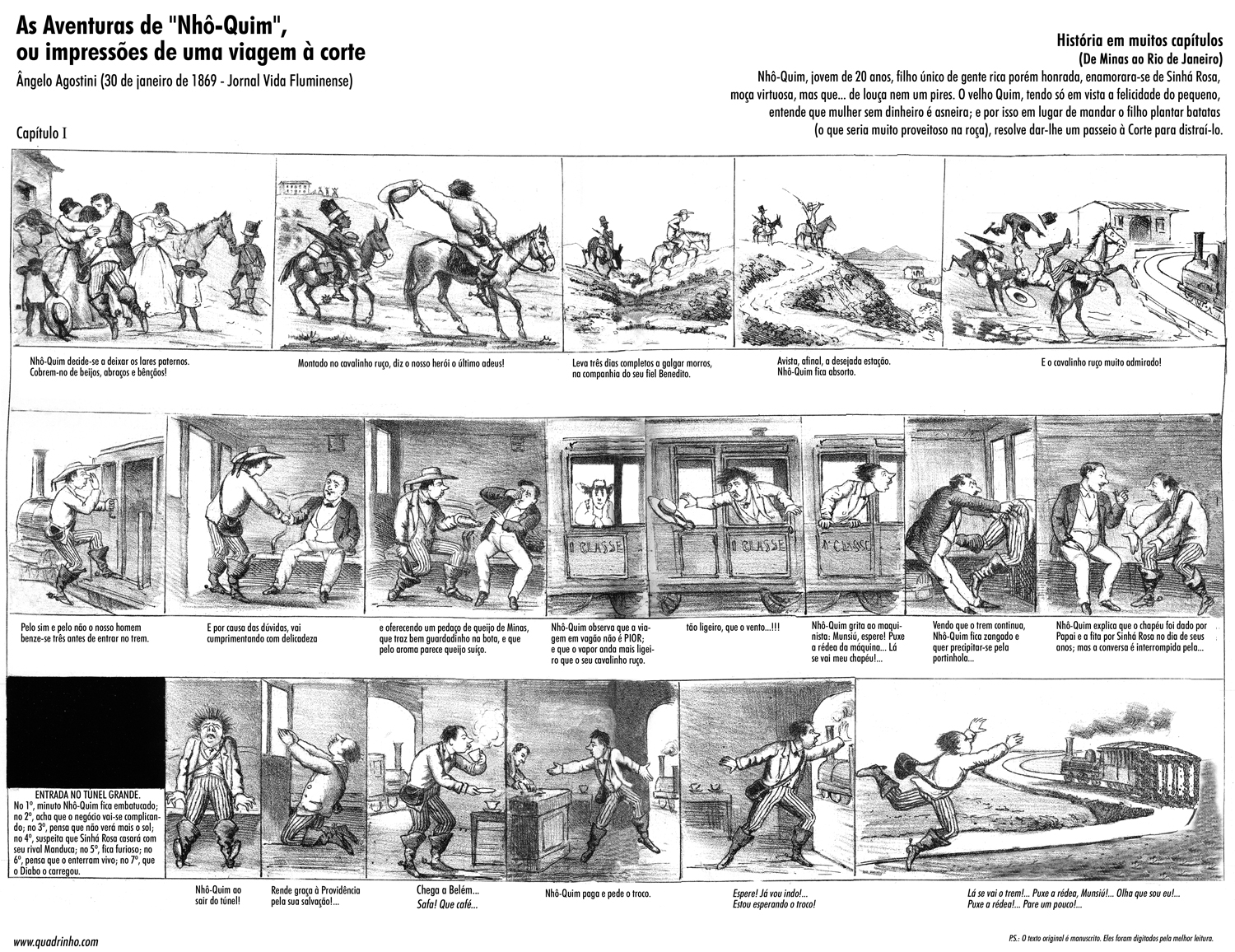
As Aventuras de Nhô Quim ou Impressões de Uma Viagem à Corte, de Angelo Agostini, a primeira história em quadrinhos brasileira.
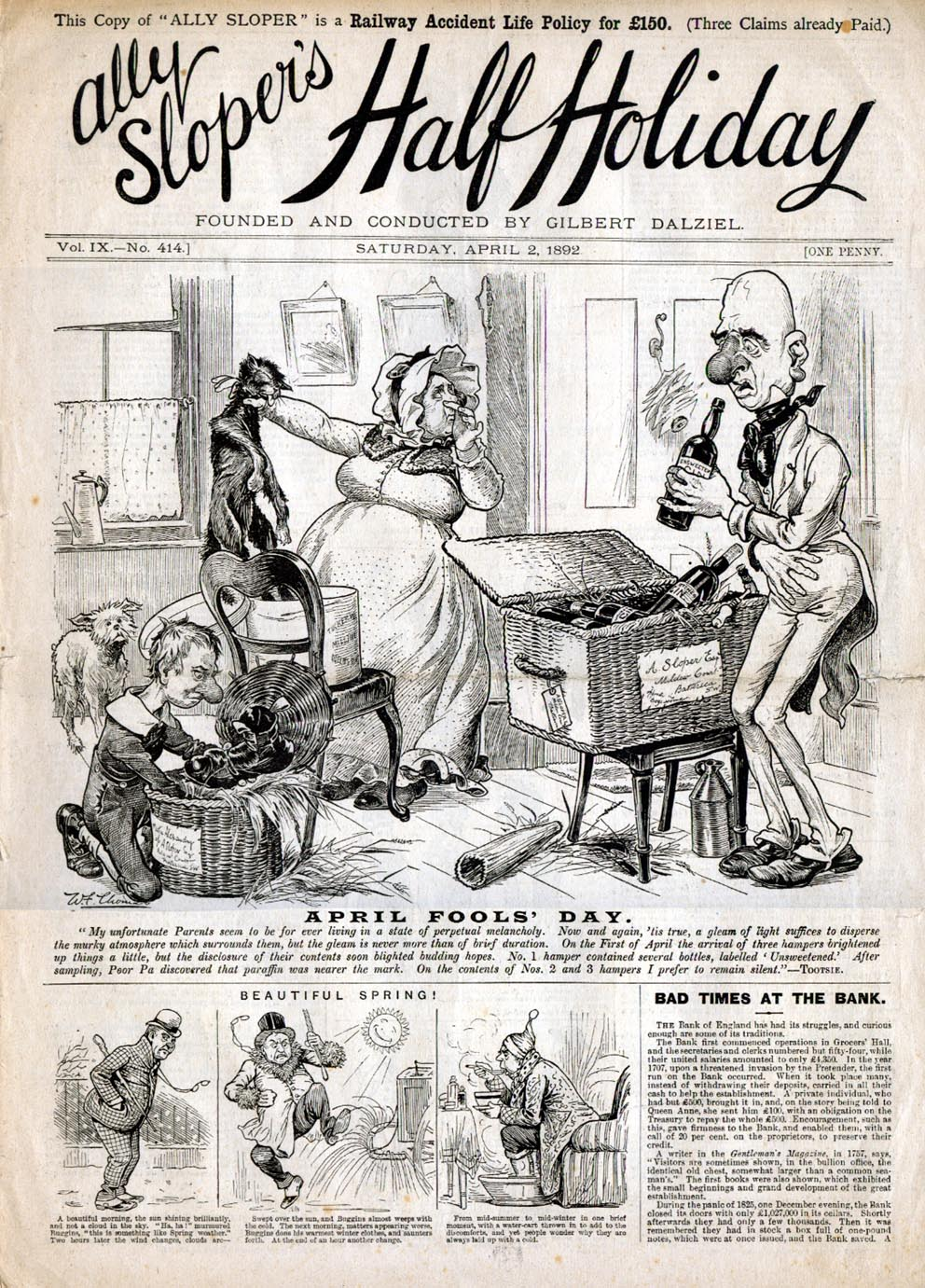
Capa da revista Ally Sloper's Half Holiday, 2 de abril de 1892
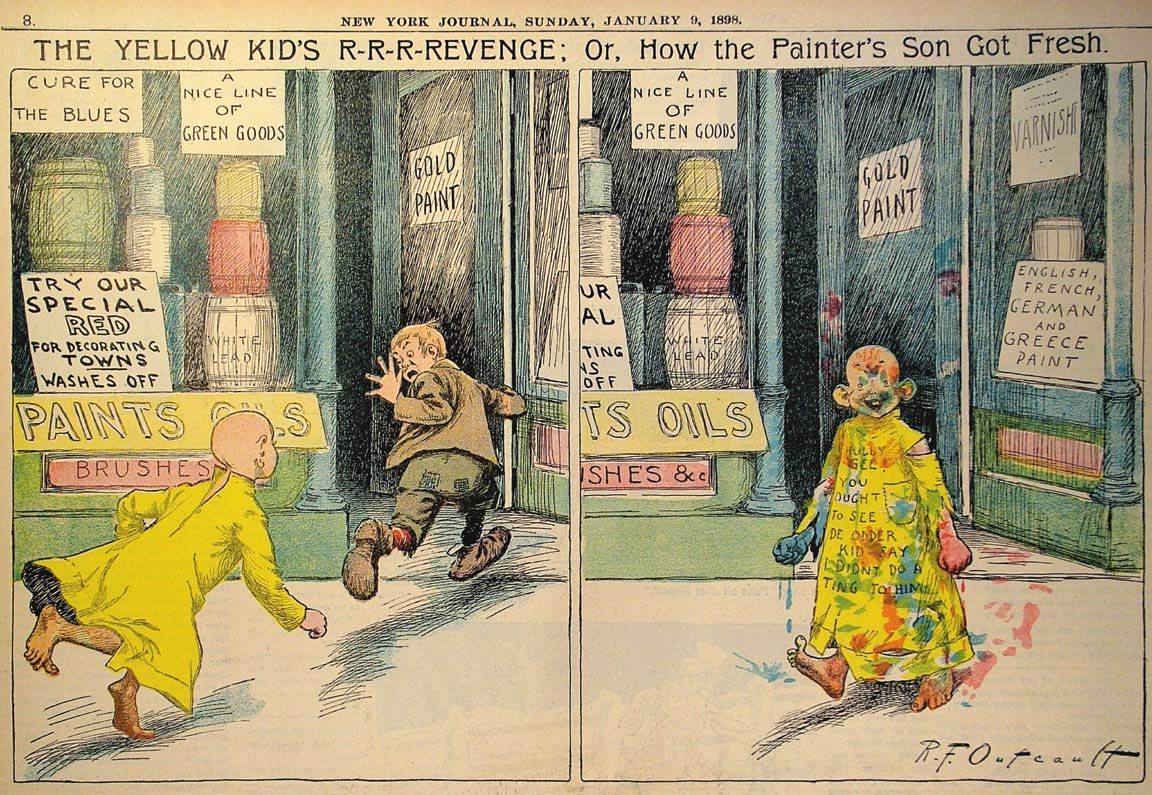
The Yellow Kid, Richard Felton Outcault, 1898
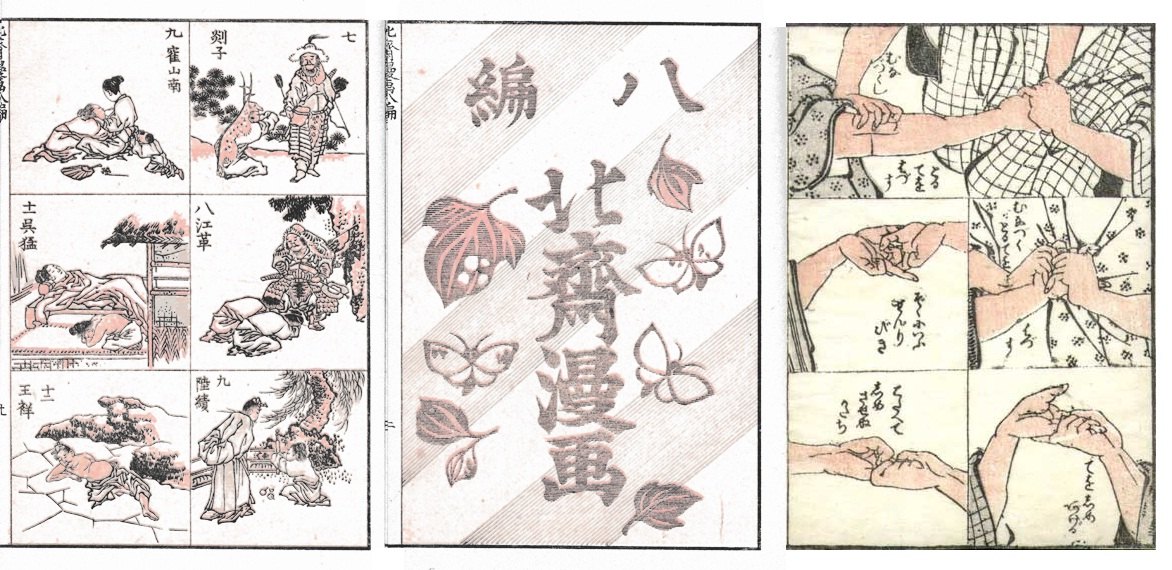
Hokusai Manga de Katsushika Hokusai
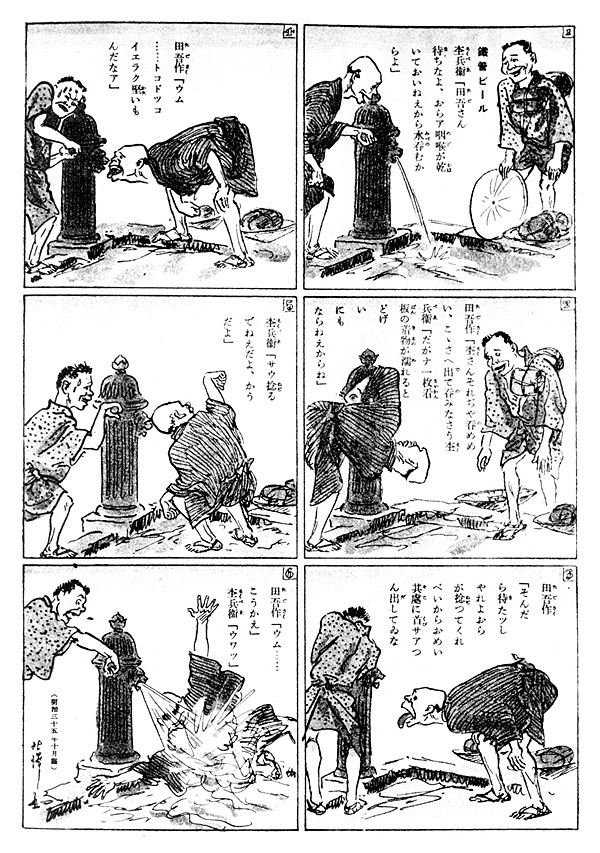
Tagosaku To Mokube No Tokyo Kenbutsu (1902) de Rakuten Kitazawa, considerada a primeira banda desenhada japonesa moderna.
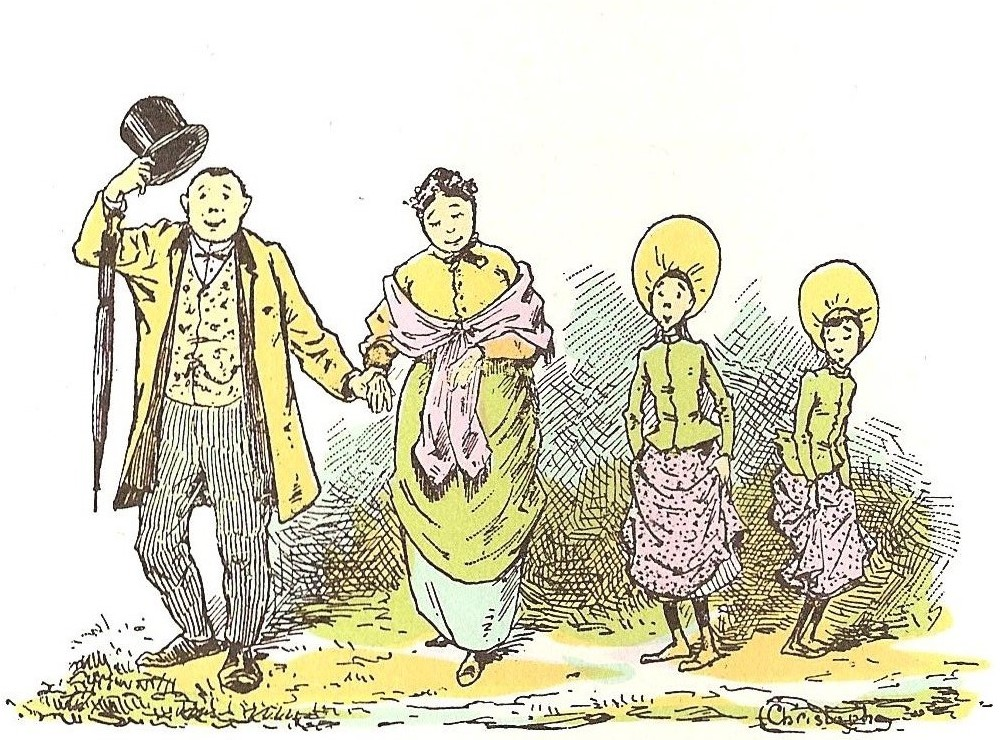
Membros da Famille Fenouillard de Christophe (1889)

A obra reconhecida  pelo Festival Internacional de banda desenhada de Angoulême é o livro Les Amours de monsieur Vieux Bois (Os amores do senhor Jacarandá, no Brasil) de Rodolphe Töpffer publicado em 1827, seus trabalhos eram denominados littérature en estampes (literatura em gravuras) e histoires en estampes (histórias em gravuras).
O livro de ilustrações Max und Moritz (1865), do escritor e desenhista alemão Wilhelm Busch, também é considerado como o precursor da banda desenhada - pois cada ação divertida era ricamente ilustrada, tornando o texto mais agradável ao público infantil. Em 1867, Charles Henry Ross lança o personagem Ally Sloper nas páginas da revista britânica Judy.
De tempos em tempos, aparecem outras obras consideradas pioneiras, como foi o caso de Our House In Town do escocês William Heath e publicada no jornal The Glasgow Looking Glass, em 1825.
Em Portugal o início da banda desenhada publicada, começa com as Aventuras Sentimentaes e Dramáticas do Senhor Simplício Baptista, assinada por Flora e publicada em 1850, sendo posteriormente seguido por Rafael Bordalo Pinheiro que desenvolveu igualmente a sequência narrativa figurada, publicando imensas revistas e cadernos repletos do tema, editando em 1872 aquele que pode ser considerado o primeiro álbum de banda desenhada, uma obra com catorze páginas e 120 desenhos, Apontamentos de Raphael Bordallo Pinheiro sobre a Picaresca Viagem do Imperador de Rasilb pela Europa, que trata das peripécias do soberano de Rasilb (anagrama de Brasil), em visita pela Europa.

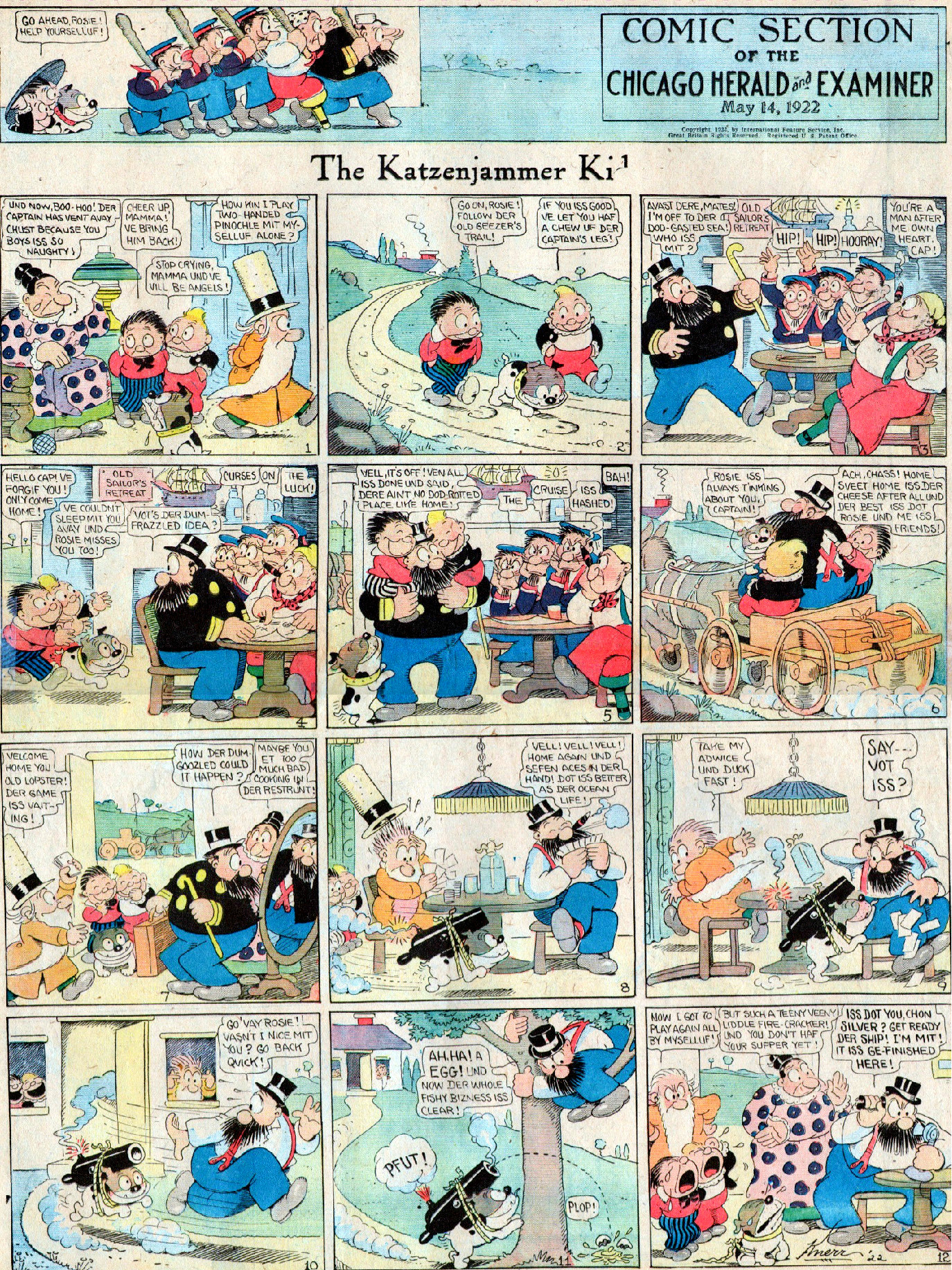
Katzenjammer Kids de Rudolph Dirks

Deve-se registar ainda o trabalho original publicado na imprensa do Brasil, de autoria do artista italiano Angelo Agostini, que fez inúmeras charges e caricaturas de figuras políticas da época imperial de Dom Pedro II. Em 1869, Agostini criou As Aventuras de Nhô Quim ou Impressões de Uma Viagem à Corte, a primeira história em quadrinhos do Brasil, com textos na forma de legenda, consideradas por muitos como igualmente precursoras desse tipo de arte.
Em 1845, os desenhos satíricos, que apareceram regularmente em jornais e revistas, ganharam um nome: cartoons. (Na arte, o cartoon é um desenho a lápis ou um esboço no carvão vegetal que ainda não foi pintado.) A revista britânica Punch, lançada em 1841, que se referia aos seus como desenhos humorísticos como cartoons em uma referência satírica ao "Parliament of the day", que se organizavam uma exposição de cartoons na época. Este uso se tornou jargão comum, até os dias atuais. Surgiram revistas similares que traziam cartoons na Europa continental incluído Fliegende Blätter e Le Charivari,enquanto na Estados Unidos,  Puck, Judge e Life foram bastante populares.
Nos Estados Unidos, o pioneirismo é atribuído a Little Bears and Tigers (1892) de James Swinnerton e The Yellow Kid (1896) de Richard Felton Outcault, também a The Yellow Kid é atribuído o primeiro proto-comic book, ou seja a primeira revista de banda desenhada, essa revista trazia republicação das tiras publicadas no jornal) na revista de 196 páginas, apesar de não ter sido a primeira colectânea de tiras (o já citado livro Les Amours de monsieur Vieux Bois), na segunda edição da revista aparecia o termo comic book.
Na França, Christophe publica La Famille Fenouillard (1889).

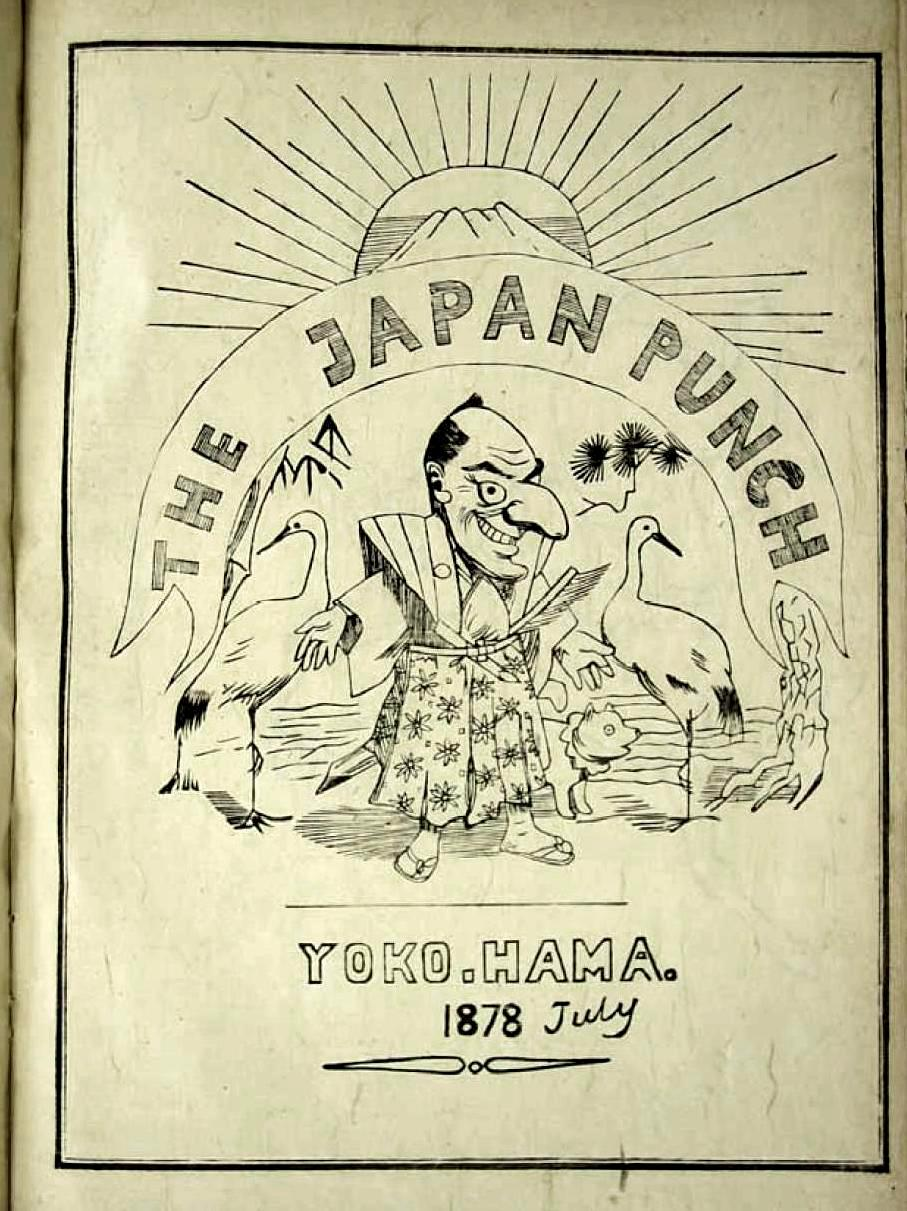
edição de abril de 1883 da revista satírica The Japan Punch, de Charles Wirgman, nesse período, a banda desenhada japonesa era conhecida como Ponchi-ê (abreviação de Punch-picture)

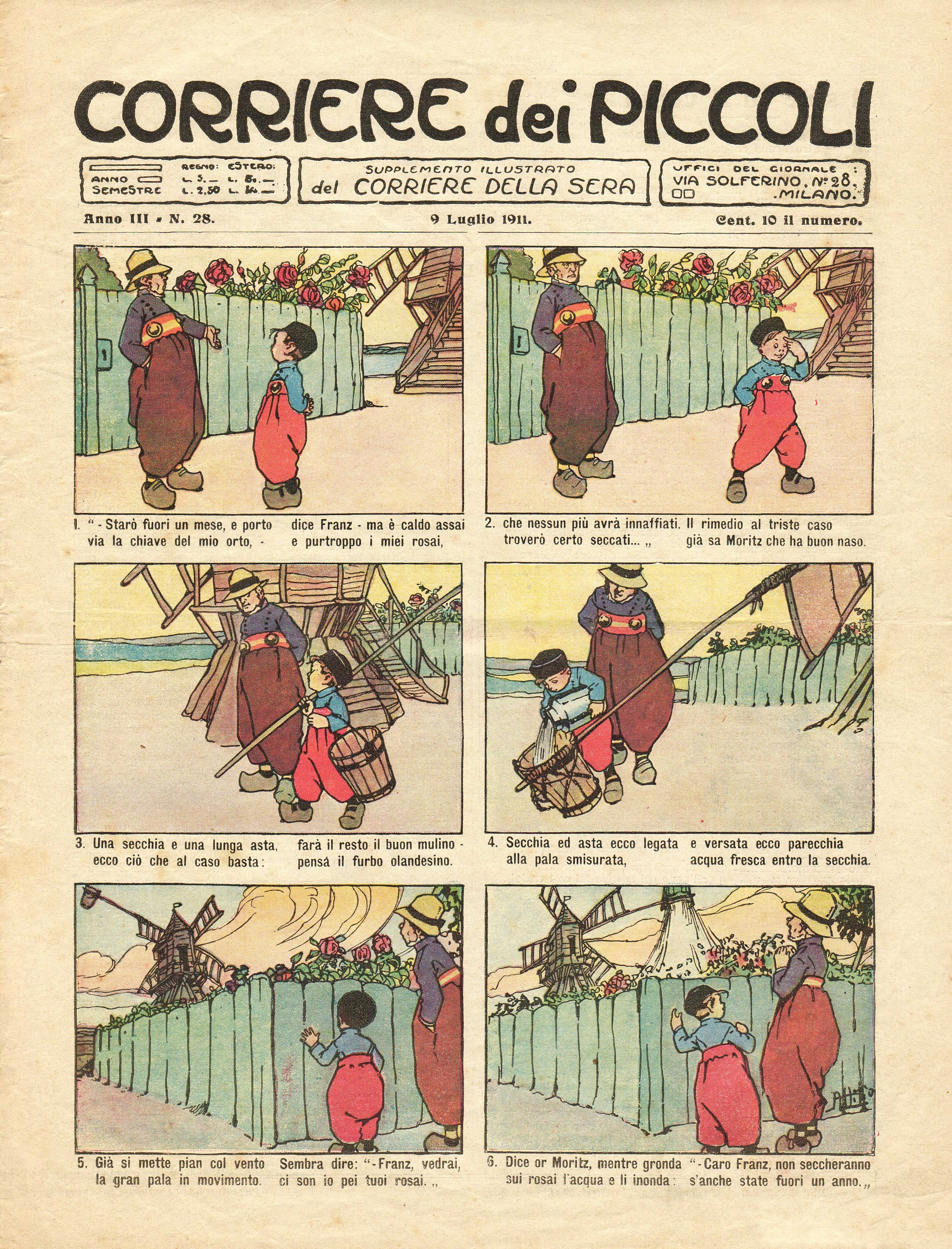
Capa da revista Corriere dei Piccoli (1911)

O formato em tiras foi utilizado pelo germano-americano Rudolph Dirks, com as histórias de título original Katzenjammer Kids, publicadas a partir de 12 de dezembro de 1897, nos Estados Unidos. São retratadas as peripécias de um par de gémeos, Hans e Fritz - e foi editado em português, tanto no Brasil quanto em Portugal, com o título Os Sobrinhos do Capitão. Winsor McCay foi um inovador na banda desenhada norte-americana por sua ousadia na definição do uso de diferentes planos e a beleza de seus desenhos e argumentos em obras como Little Nemo in Slumberland, iniciada em 1905.
Nos jornais surgiram dois tipos de tiras, as diárias publicadas a preto e branco e as pranchas dominicais (também chamadas de "páginas") publicadas em cores publicados em suplementos (cadernos de jornais dedicados a tiras e publicados no formato tabloide). Durante muito tempo, o termo funnies era usado para definir tiras de jornal, já que as primeiras tiras eram de humor.
A banda desenhada japonesa tem uma história que tem sido vista tão remotas como os personagens antropomórficos dos livros Chōjū-giga do século XIII ao século XIII e dos livros ilustrados toba-e e kibyōshi do século XVIII, e xilogravuras como ukiyo-e que eram populares entre os séculos XVII e XX. O artista ukiyo-e Katsushika Hokusai é autor de Hokusai Manga, uma série de livros contendo esboços O kibyōshi continha exemplos de imagens sequenciais, linhas de movimento e efeitos sonoros.
Revistas ilustradas por imigrantes ocidentais introduziram a caricaturas satírica de estilo ocidental no Japão no final do século XIX. Novas publicações em ambos os estilos ocidentais e japoneses se tornaram popular.
No início do século XX, Rakuten Kitazawa publicou as bandas desenhadas japonesas modernas e passou a usar da palavra manga para designa-las, originalmente, o termo era usado na pintura chinesa conhecida como sumi-ê, a palavra deu origem os termos coreano (manhwa) e chinês (manhua).
Em 1905 surgem as revistas infantis La Semaine de Suzette (França) e O Tico-Tico (Brasil) e em 1908, Corriere dei Piccoli (Itália).
Nesse período na França, surgem as séries Becassine (1905)  e Les Pieds Nickelés (1908).

### Das tiras de jornal para as revistas

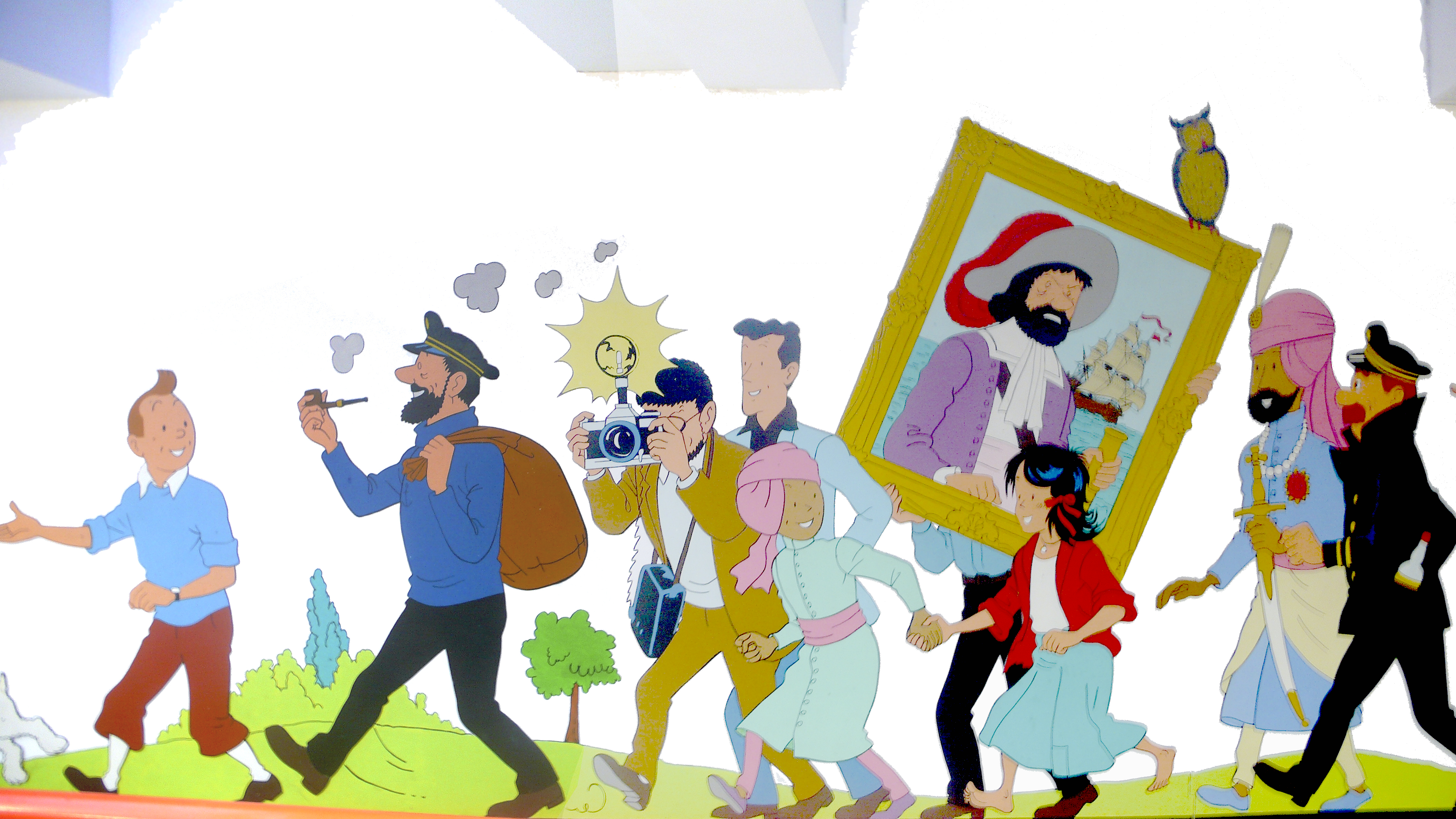
As Aventuras de Tintin de Hergé, o principal exemplo da linha clara franco-belga

As décadas de 20 e 30 foram muito importantes para a indústria. O mercado de antologias de banda desenhada na Grã-Bretanha se voltou para as crianças através de revistas como The Dandy e The Beano. O sucesso do Zig et Puce em 1925 do francês Alain Saint-Ogan popularizou o uso de balões de diálogo na banda desenhada europeia.
Na Bélgica, Hergé criou a tira As Aventuras de Tintin para um suplemento; Logo começou a ser compilado em um álbum encadernado e criou um mercado para novas obras, o autor também inaugura um estilo de desenho, chamado de linha clara. O mesmo período nos Estados Unidos tinha visto as tiras de jornal expandir suas opções além do humor, com ação, aventura e mistério. A republicação de tiras também começou, com a revista The Funnies da Dell Comics, uma antologia com reprises de tiras de jornal, publicada em formato tabloide, em 1929, dando origem aos primeiros "comic books".

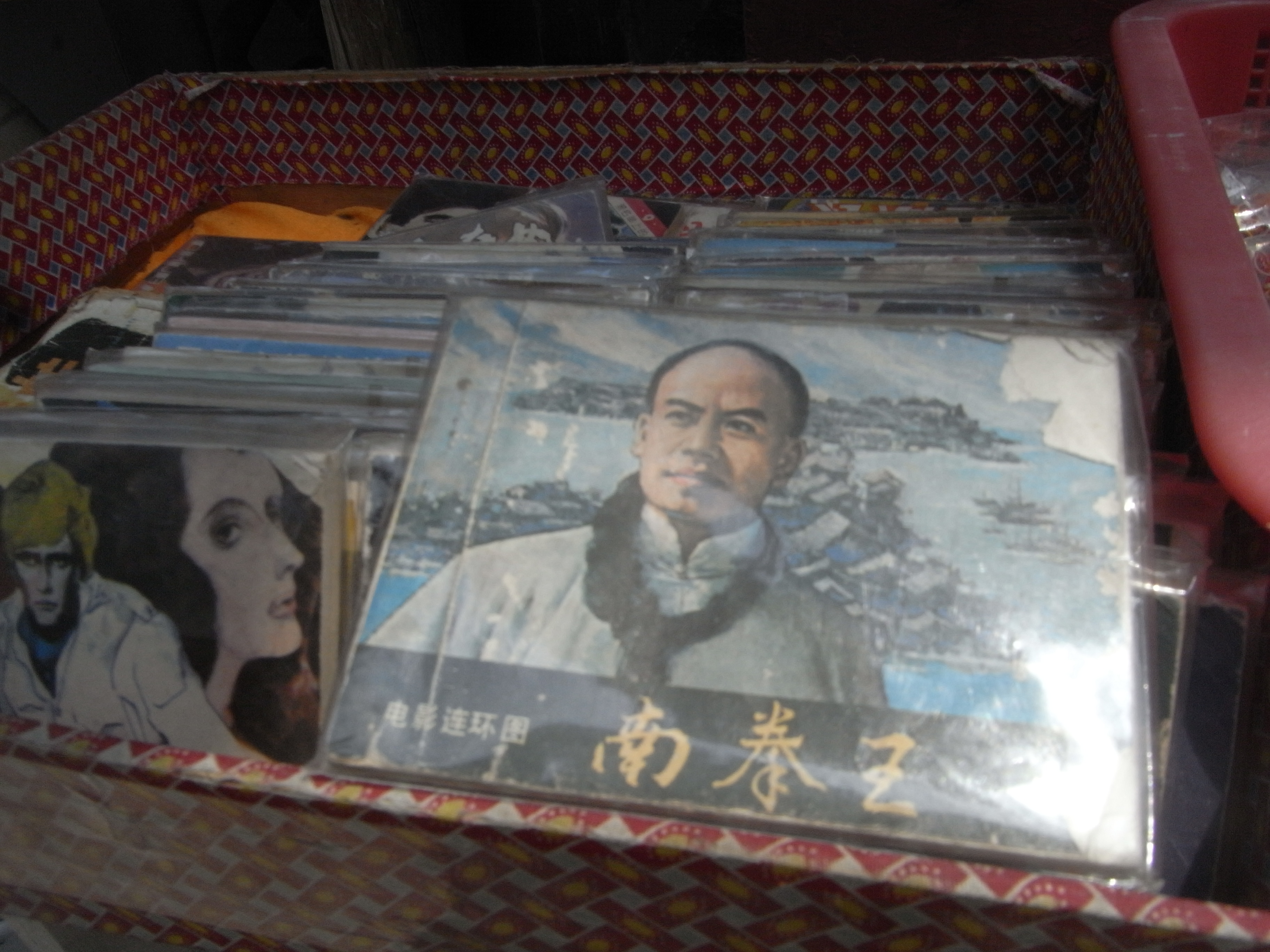
Capas de lianhuanhuas

Na China, surgem os lianhuanhuas, livros de bolso que publicava histórias em artes sequenciais, vistos como precursores da moderna banda desenhada chinesa.

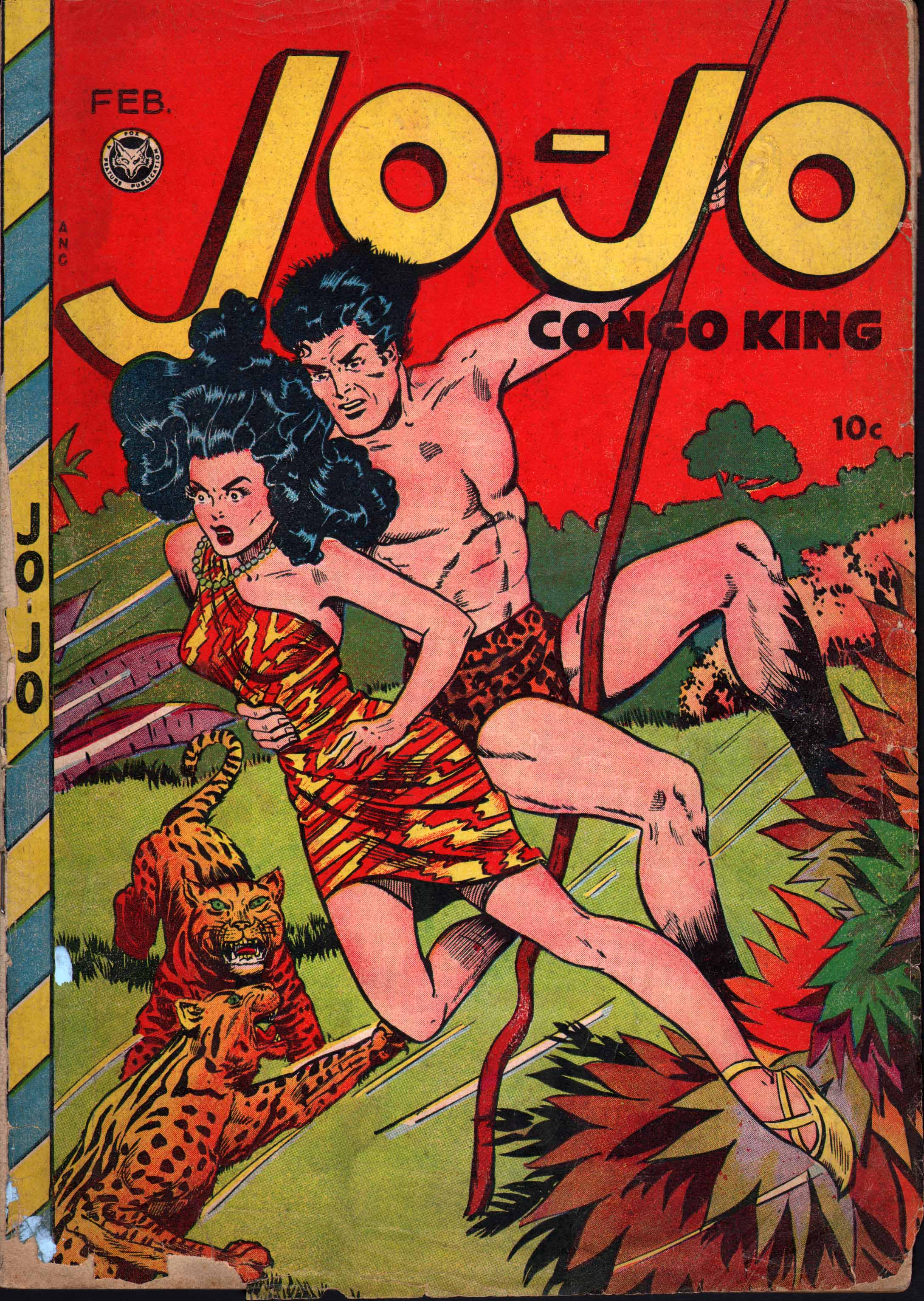
Jo-Jo Congo King #24 (Fevereiro 1949), trazendo histórias criadas exclusivamente para comic books

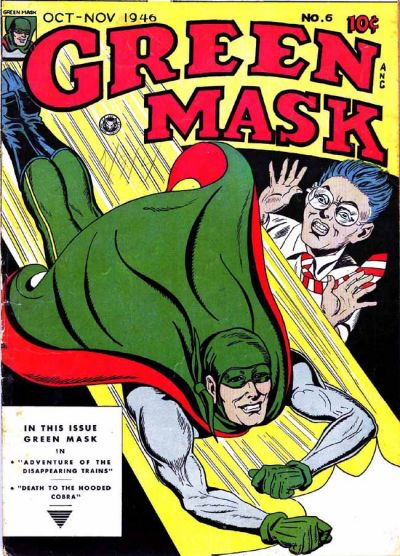
Green Mask vs. 2 #6, Outubro de 1946

As primeiras comic books eram revistas grandes no formato tabloide, mesmo formato dos suplementos de tiras dominicais dos jornais, em 1933, surgiu a ideia de dobrar o tabloide para se publicar mais páginas de desenhos, surge então o formato meio-tabloide (um tabloide possuía 16 páginas e um meio tabloide possuía 64 páginas).
Além disso, a partir da década de 1930, as revistas em quadradinhos multiplicaram-se: eram muito baratas e vendiam muito bem no clima de devastação económica criado pela quebra da Bolsa de Nova York, em 1929.
Uma das tiras mais bem sucedidas e apreciadas da década de 1930 foi Mickey Mouse de Walt Disney e Ub Iwerks. No entanto, seus criadores deixaram de produzir tiras e designaram outros artistas, como Floyd Gottfredson, que é considerado o autor que tratou o personagem com maior virtuosismo.
Essas primeiras revistas tiveram grande sucesso, e logo o material disponível não era suficiente. Surgiram então os estúdios especializados na produção de histórias produzidas especificamente para a página de revistas. A liberdade de usar a página (livre das restrições da "tira") permitiu aos desenhadores um salto criativo.
Ainda em 1933 surge a revista Detective Dan, Secret Operative nº. 48, publicada pela Humor Publications, a revista trazia a primeira história de banda desenhada produzida exclusivamente para uma revista de banda desenhada, estrelada por Dan Dunn, um detetive nitidamente inspirado em Dick Tracy, contudo, a revista durou apenas uma edição, o detetive Dan Dunn acabou migrando para as tiras de jornais.
Em 1938, com a publicação e o estrondoso sucesso da primeira história do Super-Homem, surgiu o género dos super-heróis ou superaventura, que se tornaria o paradigma da banda desenhada norte-americanos. Em torno desses, a partir da década de 1940, desenvolveu-se uma verdadeira indústria do entretenimento.
Nesse mesmo ano, surge a revista belga Le Journal de Spirou, publicando BD norte-americana, como o Super-Homem, Red Ryder e Brick Bradford e o personagem epónimo, criado por Rob-Vel. A revista daria origem a outro estilo, conhecido como Escola de Marcinelle, caracterizado por personagens com narizes grandes.

A era moderna da banda desenhada no Japão começou após a Segunda Guerra Mundial, impulsionado pelo sucesso das séries do prolífico Osamu Tezuka e da tira de banda desenhada Sazae-san de Machiko Hasegawa. Géneros e públicos diversificados ao longo das décadas seguintes. As histórias são geralmente criada para antologias que possuem centenas de páginas de espessura e podem conter mais de uma dúzia de histórias; Mais tarde eles são compilados em livros chamados de tankōbon.

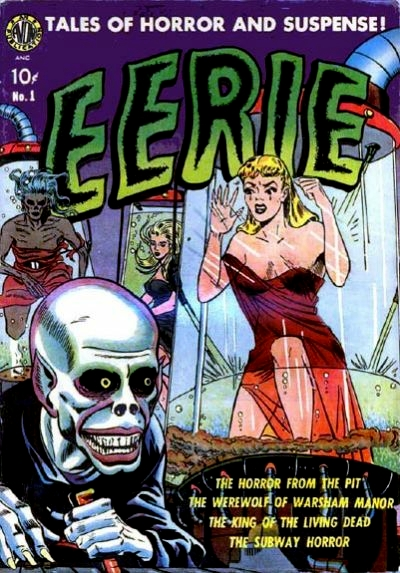
Eerie No. 1, 1951, títulos de horror se tornaram alvo da crítica

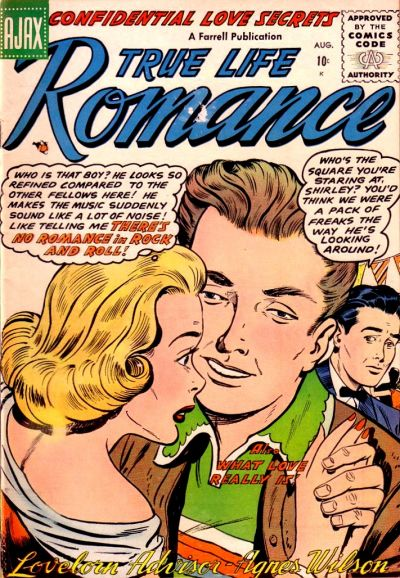
Exemplo de revista com o selo do Comics Code

A banda desenhada foi considerada infantil e um vetor de violência contra os jovens, sendo até mesmo controlado editorialmente por lei como na França com a lei de 16 de julho de 1949, sobre publicações "que representam um perigo para a juventude" e o que poderia fazer por ordem do Ministro do Interior, restrições à sua disseminação e comercialização quando apresentam "um perigo para os jovens devido à sua natureza licenciosa ou pornográfica ou lugar ao crime, à violência, discriminação ou ódio racial, incitamento ao uso, posse ou tráfico de estupefacientes ".
Na década de 1950, a popularidade e a variedade das revistas de banda desenhada norte-americanas era enorme (a maioria traduzida ao redor do mundo). Faziam muito sucesso, além dos super-heróis, revistas de guerra e terror. Considerados excessivamente violentos e uma influência perniciosa para a "juventude", a banda desenhada passou a sofrer fortes pressões governamentais. Essas pressões, sobretudo em 1954, após o lançamento do livro Seduction of the Innocent de autoria do psiquiatra Fredric Wertham, acabaram por forçar, nos EUA, a criação do Comics Code Authority, um "código de ética" a própria indústria que conseguiu limitar a criatividade e o público da banda desenhada norte-americanos nas duas décadas seguintes. Praticamente, porque na década de 1960 (a "Era de Prata") autores underground como Robert Crumb começaram a vender nas esquinas os seus livros de autor, sem limites.
A Mad da EC Comics, principal prejudicada pelo Comics Code pela publicação de histórias de terror e ficção científica, começou sendo publicação com o selo do  Comics Code Authority, em julho de 1955, trocou o formato comic book pelo formato magazine (formato usado na Revista Veja), assim não precisava sofrer censura do código. A estratégia foi usada pela Warren Publishing na década seguinte, que seu tornou uma sucessora espiritual da EC por publicar histórias de terror e ficção científica,
Em 1957, Yoshihiro Tatsumi cunhou o termo gekiga (劇画, lit. figuras dramáticas) para definir um movimento de mangas de temáticas adultas.

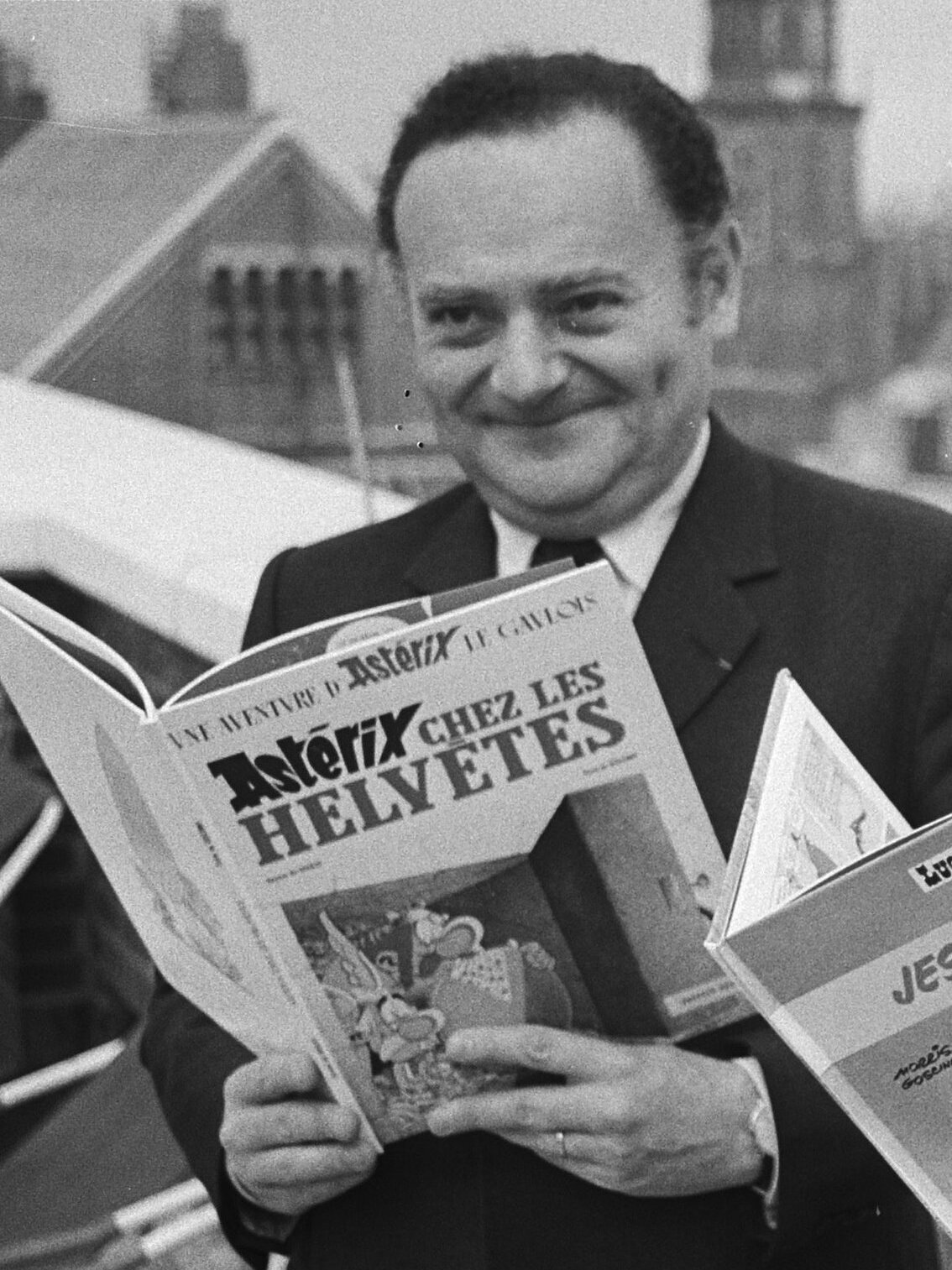
René Goscinny segurando uma capa de um álbum de Asterix (1971).

Um grupo de artistas europeus, incluindo René Goscinny e Albert Uderzo fundou a revista Pilote em 1959 para dar aos artistas maior liberdade sobre o seu trabalho. Asterix de Goscinny e Uderzo apareceu nela e se tornou um best-seller em língua francesa.
Na década de 1960, juntamente com o surgimento de correntes analíticas, tais como estudos culturais, a banda desenhada começa a procurar se desvincular do rótulo de "literatura infantil", visto como uma transição para uma literatura para adultos.
A partir de 1960, a revista satírica Hara-Kiri desafiou as leis de censura no espírito contracultural que levou aos acontecimentos de Maio de 1968.
Em 1962, na Itália, irmãs Angela e Luciana Giussani  criam Diabolik, uma série publicada mensalmente em revistas em preto e branco no formato de bolso (12 x 17 cm) e estrelada por um ladrão astuto e calculista, a publicação deu origem ao géreno "fumetti neri".
A frustração com a censura e interferência editorial levou a um grupo de cartunistas de Pilote para fundar a revista para adultos L'echo des savanes em 1972. Bandas desenhadas experimentais floresceram na década de 1970 (a chamada "Era de Bronze"), como na ficção científica experimental para adultos de Moebius e outros na revista Métal Hurlant.
As criações de Jean-Claude Forest na França, o movimento gekigá no Japão e o underground norte-americano levam a inúmeras questões que permitem o surgimento de um primeiro discurso crítico na Europa e nos Estados Unidos. 
Em 1978, Will Eisner lança A Contract with God (Um Contrato com Deus), uma obra adulta designada como graphic novel, termo usado para se diferenciar dos chamados comics.
Hoje, a banda desenhada é publicada em média impressa e electrónica e agrega ao seu redor um universo de criações que são adaptadas aos jogos, às artes plásticas e a produtos como brinquedos, colecções de roupas, etc..
Entre os elementos de linguagem, além do já citado balão, podem ser destacados: o uso de sinais gráficos convencionados (como as onomatopeias para a tradução dos sons, pequenas estrelas sobre a cabeça de um personagem indicando dor ou tontura, o próprio formato do balão pode indicar o volume ou tom da fala e até mesmo informar que se trata de um pensamento); uso da "calha" para separar uma vinheta de outra e estabelecer um sentido de evolução no tempo entre as cenas representadas; uso de cartelas para estabelecer uma "voz do narrador" dentro da história; e o uso de diagramas versáteis das vinhetas, de acordo com a necessidade dramática de cada cena, entre outros.

## Géneros

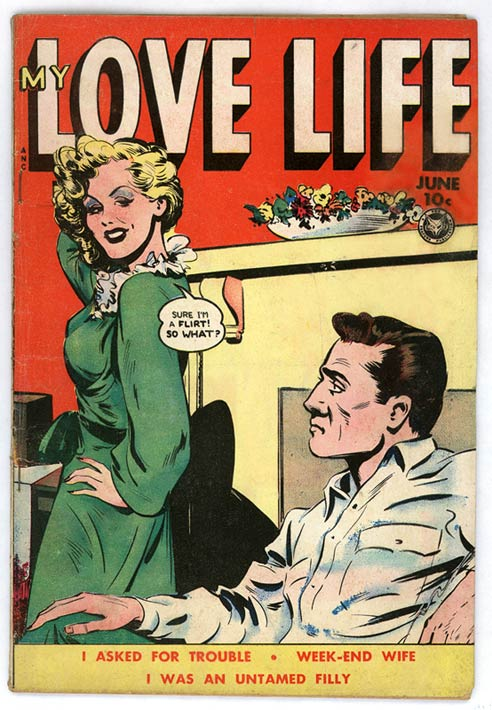
Exemplo de banda desenhada romântica

Alguns géneros presentes na banda desenhada:
- Aventura;
- Esportiva, na banda desenhada japonesa são conhecidas como spokon;
- Humorística;
- Histórica, com um subgênero estabelecido, o faroeste;
- Jornalística: Pode ser publicado em livro-reportagem, numa revista, online ou no próprio jornal, representa a realidade e atende aos padrões do jornalismo na veracidade de seus dados e histórias, através de entrevistas e apuração. Joe Sacco é um dos nomes mais aclamados na área, mas as publicações estão a crescer.[87] Por causa do poder da informação visual o jornalismo em forma debanda desenhada aproxima-se e cativa mais o leitor. Além, é claro, de atrair um público mais amplo, afinal o objectivo das histórias gráficas é facilitar a compreensão.
- Erótico ou pornográfico, diferenciado na tradição japonesa:
  - Ecchi (エッチ), que não apresenta relação sexual;
  - Hentai (変態) , pornográfico.
- Policial;
- Romântica;
- Superaventura;[88]
- Terror;
- Guerra.

## Produção
Tradicionalmente, a produção de banda desenhada tem exigido um trabalho coletivo, em que, além dos próprios artistas e guionistas, participam editores, coloristas, gráficas, distribuidores e vendedores. Sempre houve autopublicação, tais como os underground comix e fanzines, mas ultimamente têm aumentado pela crise em certos mercados e conseguido com o aumento de instalações de computadores, impressoras e internet. As bandas desenhadas podem ser identificadas pelos seguintes formatos de publicação:
- Tira: Uma banda horizontal com três vinhetas;[20]
- Página: uma compilação de várias tiras ou uma página inteira colorida (tal como as pranchas dominicais);

- Revista: grampeada ou com lombada quadrada;
- Livro: edições encadernada, álbum ou romance gráfico;
- Digital: e-zine, webcomics, etc..